# Renneval
Renneval é uma comuna francesa na região administrativa de Altos da França, no departamento de Aisne. Estende-se por uma área de 6,82 km². Em 2010 a comuna tinha 116 habitantes (densidade: 17 hab./km²).